# زویی ان اولسن-جنسن
زویی ان اولسن-جنسن (انگلیسی: Zoe Ann Olsen-Jensen؛ ۱۱ فوریه ۱۹۳۱ – ۲۳ سپتامبر ۲۰۱۷) ورزشکار شیرجه اهل ایالات متحده آمریکا بود.
وی در مسابقات کشوری و بین‌المللی در مجموع برندهٔ ۱ مدال نقره، ۱ مدال برنز شده‌است.